# グランブリッジ
グランブリッジ（欧字名:Grand Bridge、2019年4月29日 - ）は、日本の競走馬。主な勝ち鞍は2022年の関東オークス、ブリーダーズゴールドカップ、2023年のTCK女王盃、エンプレス杯、2024年のレディスプレリュード。
馬名の意味は、壮大な架け橋。

## 経歴

### デビュー前 - 2歳（2021年）
2020年のセプテンバーセール1歳に上場され、サイプレスホールディングス合同会社により310万円（税別）で落札される。
2021年9月25日、中京競馬場4レースの2歳新馬戦（ダート1400m）で鞍上小沢大仁にてデビューし7着。

### 3歳（2022年）
シーズン初戦・通算3戦目となった1月の3歳未勝利戦（小倉競馬場・ダート1700m）で初勝利を収めた。自己条件で2勝目を挙げた後、6月に初の重賞挑戦で関東オークスに出走。このレースから鞍上は福永祐一に乗り替わった。道中はラブパイローの番手につけ、これを直線で交わし、最後は3馬身差をつける完勝で重賞初優勝を果たした。次走は8月のブリーダーズゴールドカップに出走。好位から4コーナーで先頭に立つと、最後は猛追するプリティーチャンスをクビ差しのぎ重賞連勝を飾った。初のJpnI挑戦で出走した11月3日のJBCレディスクラシックは道中中団に控え、直線で鋭く脚を伸ばしたが、逃げるヴァレーデラルナをわずかにとらえきれず、クビ差2着に惜敗。11月30日のクイーン賞は2コーナーでハナに立ったテリオスベルにそのまま逃げ切られ、2馬身差の2着に敗北。

### 4歳（2023年）
1月25日のTCK女王盃より始動。鞍上は新たに川田将雅を迎えた。道中は折り合い良く3番手のポジションをキープし、そのまま最後の直線へ。先に馬群を抜け出していたヴァレーデラルナを上り最速の末脚でとらえると、最後はこれに1馬身をつけて重賞3勝目を飾った。なお、このレースは出走した全7頭が人気順通りに入着するという珍しい結果となった。
3月2日のエンプレス杯はスタートで出遅れたものの徐々に巻き返すと、直線外を鋭く伸びて残り100m地点で先行各馬をまとめて差し切り、重賞連勝を飾った。
7月5日のスパーキングレディーカップに出走。初のマイル、唯一斤量58kgに加え、スタートで出遅れ後方からの追走となり、直線で先に抜け出したレディバグ、それを追うスピーディキック、タガノクリステルにも遅れを取り、最後は大外から鋭く伸びてきたものの4着に終わった。
10月5日のレディスプレリュードに出走。1月に優勝したTCK女王杯と同条件の競走で1番人気に押されるも、アーテルアストレアに首差の2着になる。前年に引き続きJBCレディスクラシックに2番人気で出走。前走と同一条件の同レースで、1番人気アイコンテーラーに4馬身差の2着で2年連続の2着となった。

## 競走成績
以下の内容は、JBISサーチおよびnetkeiba.comに基づく。
| 競走日     | 競馬場 | 競走名                | 格     | 距離（馬場）  | 頭 数 | 枠 番 | 馬 番 | オッズ （人気） | 着順 | タイム （上がり3F） | 着差 | 騎手        | 斤量 [kg] | 1着馬（2着馬）         | 馬体重 [kg] |
| ---------- | ------ | --------------------- | ------ | ------------- | ----- | ----- | ----- | --------------- | ---- | ------------------- | ---- | ----------- | --------- | ---------------------- | ----------- |
| 2021.09.25 | 中京   | 2歳新馬               |        | ダ1400m（良） | 13    | 4     | 5     | 091.8（11人）   | 07着 | R1:28.2（38.6）     | -1.3 | 0小沢大仁   | 51        | アファン               | 444         |
| 0000.11.13 | 福島   | 2歳未勝利             |        | ダ1700m（稍） | 15    | 2     | 2     | 021.70（6人）   | 03着 | R1:48.8（39.0）     | -1.7 | 0小沢大仁   | 51        | ラブパイロー           | 428         |
| 2022.01.16 | 小倉   | 3歳未勝利             |        | ダ1700m（良） | 9     | 4     | 4     | 012.70（3人）   | 01着 | R1:48.3（39.4）     | -0.7 | 0小沢大仁   | 52        | （スパークルアイズ）   | 434         |
| 0000.02.27 | 小倉   | ネモフィラ賞          | 1勝    | ダ1700m（良） | 16    | 8     | 15    | 033.2（10人）   | 03着 | R1:47.5（38.6）     | -0.3 | 0小沢大仁   | 54        | テーオードレフォン     | 438         |
| 0000.04.17 | 阪神   | 3歳1勝クラス          |        | ダ1800m（良） | 16    | 3     | 6     | 010.00（6人）   | 01着 | R1:53.9（38.4）     | -0.2 | 0小沢大仁   | 52        | （スミ）               | 438         |
| 0000.06.15 | 川崎   | 関東オークス          | JpnII  | ダ2100m（稍） | 13    | 5     | 7     | 005.20（4人）   | 01着 | R2:16.3（38.0）     | -0.6 | 0福永祐一   | 54        | （ラブパイロー）       | 435         |
| 0000.08.11 | 門別   | ブリーダーズゴールドC | JpnIII | ダ2000m（不） | 12    | 7     | 10    | 003.80（3人）   | 01着 | R2:05.3（39.3）     | -0.0 | 0福永祐一   | 55        | （プリティーチャンス） | 438         |
| 0000.11.03 | 盛岡   | JBCレディスクラシック | JpnI   | ダ1800m（良） | 11    | 7     | 9     | 006.00（2人）   | 02着 | R1:50.1（36.2）     | -0.0 | 0福永祐一   | 53        | ヴァレーデラルナ       | 444         |
| 0000.11.30 | 船橋   | クイーン賞            | JpnIII | ダ1800m（稍） | 14    | 1     | 1     | 002.20（1人）   | 02着 | R1:54.8（40.8）     | -0.4 | 0福永祐一   | 54        | テリオスベル           | 443         |
| 2023.01.25 | 大井   | TCK女王盃             | JpnIII | ダ1800m（良） | 7     | 7     | 7     | 002.60（1人）   | 01着 | R1:53.9（37.0）     | -0.2 | 0川田将雅   | 56        | （ヴァレーデラルナ）   | 438         |
| 0000.03.01 | 川崎   | エンプレス杯          | JpnII  | ダ2100m（良） | 10    | 2     | 2     | 001.60（1人）   | 01着 | R2:18.7（40.8）     | -0.5 | 0川田将雅   | 56        | （ヴァレーデラルナ）   | 437         |
| 0000.07.05 | 川崎   | スパーキングレディーC | JpnIII | ダ1600m（良） | 9     | 1     | 1     | 001.60（2人）   | 04着 | R1:41.7（37.8）     | -1.0 | 0川田将雅   | 58        | （レディバグ）         | 443         |
| 0000.10.05 | 大井   | レディスプレリュード  | JpnII  | ダ1800m（不） | 10    | 2     | 2     | 001.80（1人）   | 02着 | R1:51.6（37.2）     | -0.0 | 0川田将雅   | 56        | アーテルアストレア     | 442         |
| 0000.11.03 | 大井   | JBCレディスクラシック | JpnI   | ダ1800m（良） | 12    | 2     | 2     | 003.20（2人）   | 02着 | R1:53.7（38.8）     | -0.8 | 0J.モレイラ | 55        | アイコンテーラー       | 444         |
| 0000.12.21 | 名古屋 | 名古屋グランプリ      | JpnII  | ダ2100m（良） | 12    | 5     | 6     | 002.30（1人）   | 02着 | R2:12.8（39.0）     | -0.4 | 0川田将雅   | 55        | ディクテオン           | 454         |
| 2024.02.12 | 佐賀   | 佐賀記念              | JpnIII | ダ2000m（稍） | 12    | 2     | 2     | 001.70（1人）   | 04着 | R2:09.0（39.0）     | -0.8 | 0川田将雅   | 56        | ノットゥルノ           | 454         |
| 0000.04.03 | 川崎   | 川崎記念              | JpnI   | ダ2100m（重） | 11    | 17    | 8     | 011.70（5人）   | 02着 | R2:15.5（39.1）     | -0.0 | 0川田将雅   | 55        | ライトウォーリア       | 442         |
| 0000.05.08 | 川崎   | エンプレス杯          | JpnII  | ダ2100m（稍） | 12    | 4     | 4     | 003.40（3人）   | 02着 | R2:14.6（38.4）     | -0.1 | 0川田将雅   | 55        | オーサムリザルト       | 437         |
| 0000.06.26 | 大井   | 帝王賞                | JpnI   | ダ2000m（稍） | 13    | 1     | 1     | 028.20（7人）   | 04着 | R2:08.2（39.0）     | -1.3 | 0坂井瑠星   | 55        | キングズソード         | 442         |
| 0000.10.01 | 大井   | レディスプレリュード  | JpnII  | ダ1800m（良） | 7     | 3     | 3     | 002.40（1人）   | 01着 | R1:53.2（36.6）     | -0.0 | 0川田将雅   | 56        | （アイコンテーラー）   | 437         |
| 0000.11.04 | 佐賀   | JBCレディスクラシック | JpnI   | ダ1860m（良） | 11    | 6     | 7     | 002.40（1人）   | 02着 | R2:00.3（37.2）     | -0.7 | 0川田将雅   | 55        | アンモシエラ           | 439         |
| 0000.12.29 | 大井   | 東京大賞典            | GI     | ダ2000m（良） | 10    | 7     | 7     | 084.40（7人）   | 05着 | R2:06.5（38.0）     | -1.6 | 0松山弘平   | 55        | フォーエバーヤング     | 435         |
| 2025.03.12 | 船橋   | ダイオライト記念      | JpnII  | ダ2400m（重） | 13    | 7     | 11    | 006.80（3人）   | 02着 | R2:34.7（39.1）     | -0.0 | 0川田将雅   | 55        | セラフィックコール     | 429         |
| 0000.04.09 | 川崎   | 川崎記念              | JpnI   | ダ2100m（稍） | 13    | 8     | 12    | 004.10（2人）   | 06着 | R2:19.8（39.3）     | -1.8 | 0J.モレイラ | 55        | メイショウハリオ       | 431         |

- 競走成績は2025年4月9日現在

## 血統表
| グランブリッジの血統                                 | グランブリッジの血統                    | グランブリッジの血統                    | （血統表の出典）                        | （血統表の出典）  |
| 父系                                                 | シアトルスルー系                        | シアトルスルー系                        | シアトルスルー系                        | [ § 2 ]           |
| 父 *シニスターミニスター Sinister Minister 2003 鹿毛 | 父の父Old Trieste 1995 栗毛             | A.P. Indy                               | Seattle Slew                            | Seattle Slew      |
| 父 *シニスターミニスター Sinister Minister 2003 鹿毛 | 父の父Old Trieste 1995 栗毛             | A.P. Indy                               | Weekend Surprise                        |                   |
| 父 *シニスターミニスター Sinister Minister 2003 鹿毛 | 父の父Old Trieste 1995 栗毛             | Lovlier Linda                           | Vigors                                  | Vigors            |
| 父 *シニスターミニスター Sinister Minister 2003 鹿毛 | 父の父Old Trieste 1995 栗毛             | Lovlier Linda                           | Linda Summers                           |                   |
| 父 *シニスターミニスター Sinister Minister 2003 鹿毛 | 父の母Sweet Minister 1997 鹿毛          | The Prime Minister                      | Deputy Minister                         | Deputy Minister   |
| 父 *シニスターミニスター Sinister Minister 2003 鹿毛 | 父の母Sweet Minister 1997 鹿毛          | The Prime Minister                      | Stick to Beauty                         |                   |
| 父 *シニスターミニスター Sinister Minister 2003 鹿毛 | 父の母Sweet Minister 1997 鹿毛          | Sweet Blue                              | Hurry up Blue                           | Hurry up Blue     |
| 父 *シニスターミニスター Sinister Minister 2003 鹿毛 | 父の母Sweet Minister 1997 鹿毛          | Sweet Blue                              | Sugar Gold                              |                   |
| 母 ディレットリーチェ 2010 栗毛                      | 母の父ダイワメジャー 2001 栗毛          | *サンデーサイレンス                     | Halo                                    | Halo              |
| 母 ディレットリーチェ 2010 栗毛                      | 母の父ダイワメジャー 2001 栗毛          | *サンデーサイレンス                     | Wishing Well                            |                   |
| 母 ディレットリーチェ 2010 栗毛                      | 母の父ダイワメジャー 2001 栗毛          | スカーレットブーケ                      | *ノーザンテースト                       | *ノーザンテースト |
| 母 ディレットリーチェ 2010 栗毛                      | 母の父ダイワメジャー 2001 栗毛          | スカーレットブーケ                      | *スカーレットインク                     |                   |
| 母 ディレットリーチェ 2010 栗毛                      | 母の母ブロンコーネ 2003 鹿毛            | *ブライアンズタイム                     | Roberto                                 | Roberto           |
| 母 ディレットリーチェ 2010 栗毛                      | 母の母ブロンコーネ 2003 鹿毛            | *ブライアンズタイム                     | Kelley's Day                            |                   |
| 母 ディレットリーチェ 2010 栗毛                      | 母の母ブロンコーネ 2003 鹿毛            | ミセスビクトリア                        | *トニービン                             | *トニービン       |
| 母 ディレットリーチェ 2010 栗毛                      | 母の母ブロンコーネ 2003 鹿毛            | ミセスビクトリア                        | ビクトリアクラウン                      |                   |
| 母系(F-No.)                                          | ビューチフルドリーマー(GB)系(FN:12号族) | ビューチフルドリーマー(GB)系(FN:12号族) | ビューチフルドリーマー(GB)系(FN:12号族) | [ § 3 ]           |
| 5代内の近親交配                                      | Hail to Reason 5 × 5 = 6.25%            | Hail to Reason 5 × 5 = 6.25%            | Hail to Reason 5 × 5 = 6.25%            | [ § 4 ]           |
| 出典                                                 | 1. 2. 3. 4.                             | 1. 2. 3. 4.                             | 1. 2. 3. 4.                             | 1. 2. 3. 4.       |

- 4代母のビクトリアクラウンは1982年のエリザベス女王杯勝ち馬で、1981年の優駿賞最優秀3歳牝馬、1982年の優駿賞最優秀4歳牝馬である。さらに牝系を遡ると、小岩井農場の名牝ビューチフルドリーマーにたどり着く。
- 主な近親にグレイトパール（平安ステークス、アンタレスステークス）。